# Хрусти (Опольське воєводство)
Хрусти (пол. Chrósty, нім. Chrost) — село в Польщі, у гміні Павловички Кендзежинсько-Козельського повіту Опольського воєводства.
Населення — 152 особи (2011).

## Демографія
Демографічна структура станом на 31 березня 2011 року:
|          | Загалом | Допрацездатний вік | Працездатний вік | Постпрацездатний вік |
| -------- | ------- | ------------------ | ---------------- | -------------------- |
| Чоловіки | 69      | 7                  | 57               | 5                    |
| Жінки    | 83      | 14                 | 47               | 22                   |
| Разом    | 152     | 21                 | 104              | 27                   |